# Mario Venezia
Mario Venezia (Montescaglioso, 30 gennaio 1960) è un medico e politico italiano, sindaco di Montescaglioso dal 26 maggio 2002 al 21 aprile 2010.

## Biografia
Nato il 30 gennaio 1960 a Montescaglioso, in provincia di Matera, si è laureato, all'età di 25 anni, in Medicina e Chirurgia e nel 1989 ha conseguito la Specializzazione in Cardiologia presso l'istituto di Malattie Cardiovascolari dell'Università degli Studi di Bari Aldo Moro, discutendo la tesi sul fenomeno della induzione delle aritmie da stress psicofisico, tesi pubblicata sulle più importanti riviste specializzate.
Da medico cardiologo, si è interessato particolarmente della cura e prevenzione dello scompenso cardiaco, dell'infarto del miocardio e delle aritmie cardiache. Dal 1997 è primario cardiologo e, dal 2001, Direttore Sanitario del Centro Medico di Riabilitazione di Marina di Ginosa.
Dal giugno 2008 è vicepresidente dell'Acquedotto Lucano S.p.A.

### Attività politica
All'età di 14 anni si è iscritto al Fronte della Gioventù, l'organizzazione giovanile del Movimento Sociale Italiano (MSI), ed a 18 anni milita nel MSI.
Nel 1990 ha costituito l'associazione culturale giovanile "Flox" che si è impegnata, particolarmente, nella lotta alle tossicodipendenze fino alla realizzazione, nel 1996, di un Centro di Recupero per tossico-dipendenti, in collaborazione con la "Comunità Incontro" di Don Pierino Gelmini. È stato editore del periodico "Novitalia".
Divenuto dirigente provinciale del MSI nel 1990, alle elezioni politiche del 1994 viene candidato, ed eletto, alla Camera dei deputato nella circoscrizione Basilicata. Nel corso della XII legislatura ha fatto parte della 1ª Commissione Affari costituzionali e della 4ª Commissione Difesa, oltre ad essersi distinto fra i parlamentari per aver presentato il maggior numero di interrogazioni ed interpellanze oltre a numerose proposte di legge come primo firmatario e con altri parlamentari. Fra le numerose attività svolte, è stato relatore di maggioranza, sia in Commissione Difesa che in Aula, per l'abolizione, dal codice militare, della pena di morte in tempo di pace.
Nel 1995 aderisce alla svolta di Fiuggi di Gianfranco Fini da MSI ad Alleanza Nazionale, diventando anche segretario provinciale di Matera.
Consigliere comunale di Montescaglioso dal 1998 al 2002, in seguito è stato sindaco del medesimo comune per due mandati: dal 2002 al 2007 e dal 2007 al 2010.
Si candida alle elezioni regionali in Basilicata del 2010 tra le liste del Popolo della Libertà (PdL), nella mozione di Nicola Pagliuca (ex deputato e sindaco di Melfi), venendo eletto in consiglio regionale della Basilicata, diventando componente della Commissione Politica Sociale.
Nel febbraio 2013 abbandona il PdL per entrare in Fratelli d'Italia.